# Драгослав Бата Јанковић
Драгослав Бата Јанковић (село Лисо Поље код Уба, 8. фебруар 1874 — 7. април 1946), био је учесник два балканска рата и Првог светског рата. Носилац је Златног војничког ордена Карађорђеве звезде са мачевима, Златне медаље за храброст, Сребрне медаље за храброст, руског ордена Светог Ђорђа II степена, као и још неколико одликовања и признања.

## Биографија
Драгослав Бата Јанковић, рођен је у селу Лисо Поље код Уба, 8. фебруар 1874. године, од оца Светозара и мајка Анђелије, пољопривредници средњег имовног стања, који су имали једну ћерку и шест синова. Драгослав је живео у месту рођења и бавио се пољопривредом. Војни рок регулисао је у II чети II батаљона V пешадијског пука „Краља Милана“ у Ваљеву.

### Ратно искуство
У ослободилачким ратовима од 1912. до 1918. године учествовало је више његових укућана а тројица браће (Тихомир, Милосав и Радосав) су погинула. Био је веома храбар, упоран и пожртвован. Чак пет пута је рањаван али није напуштао своју борбену јединицу. Први пут рањен је у десну ногу код Љига, новембра 1914. године. Два пута је рањен у главу и руке на Гучеву, планини код Лознице. На положају код Крупња 1914. ра-
њен је у леву руку, а на Рововској коси 1916. године и у десну руку. Као резервни поднаредник II чети II батаљона V пешадијског пука „Краља Милана“ Дринске дивизије II позива, истакао се у борбама на Гучеву, бацајући бомбе у непријатељске ровове и нанео им велике губитке. За тај подвиг, али и храбро држање у другим борбама 15. јуна 1915. године одликован је Златним војничким орденом Карађорђеве звезде са мачевима. Осим овог ордена, Јанковић је стекао и Сребрне медаљу за храброст, руски орден Светог Ђорђа II степена и све три споменице за учешће у ратовима од 1912. до 1918. године.
Био је веома скроман и честит човек, па је уживао добар углед. Мада се није политички ангажовао више пута су му нуђене разне дужности, које није прихватао. Његови синовци: Боривоје, звани Борисав, (Алексин син) и Војислав (Душанов син) страдали су као борци Посавотамнавског партизанског одреда. Први, децембра 1941. године у Трлићу, а други у Чучугама крајем фебруара 1942. године. Трећи Драгослављев синовац, Тихомиров син Слободан, звани Ћиркан, као припадник јединица НОВ и ПО Југославије погинуо је код Шида, почетком 1945. године.

### Приватни живот
Женио се два пута. У браку са Петријом имао је сина Живорада, рођеног 20. марта 1903, који је умро 8. маја 1924. године. Пошто му је и супруга умрла млада, други пут се оженио Јановком – Јаном Филиповић, домаћицом из Совљака код Уба, али са њом деце није имао.
Драгослав је умро 7. априла 1946. године свом у родном селу Лисо Поље код Уба.